# Copidosoma fadus
Copidosoma fadus is een vliesvleugelig insect uit de familie Encyrtidae. De wetenschappelijke naam is voor het eerst geldig gepubliceerd in 1838 door Walker.